# Brand24
Brand24 S.A. – przedsiębiorstwo działające w branży informatycznej. Jego najbardziej znanym produktem jest narzędzie monitoringu Internetu i mediów społecznościowych. W latach 2018–2021 notowane na rynku NewConnect, od 2021 na rynku głównym Giełdy Papierów Wartościowych w Warszawie. 
Największymi inwestorami w spółce są fundusze: Larq Growth Fund I FIZ oraz Unfold.vc.

## Cechy i funkcjonalność
Brand24 zbiera w jednym miejscu publiczne wzmianki na temat marek, produktów itp. Wyniki pochodzą zarówno z mediów społecznościowych takich jak Facebook, Twitter, Instagram, jak również z forów dyskusyjnych, blogosfery, czy serwisów informacyjnych.
Główne zastosowania narzędzia to monitoring marki w sieci, ochrona reputacji czy możliwość wejścia w dyskusję z klientami w sieci. Głównym celem Brand24 jest stworzenie nowego kanału komunikacji z klientami, którego wykorzystanie pozwoli m.in. na wsparcie sprzedaży, a także wzmocnienie pozytywnego wizerunku wybranej marki, produktu bądź usługi.
Portal został uruchomiony 1 października 2011.

## Statystyki i popularność
Brand24 monitoruje kilkadziesiąt tysięcy marek dla klientów pochodzących z USA, Wielkiej Brytanii, Polski, Indonezji, Włoch, Bułgarii, Kanady, Singapuru, Emiratów Arabskich oraz Australii. Klientami spółki są m.in. Intel, Carlsberg, IKEA, Raiffeisen Polbank, H&M, Vichy, GlaxoSmithKline i Crédit Agricole.
Brand24 zyskał na popularności poprzez nietypowe wykorzystanie treści video. Klip „Powitanie nowego klienta” zrealizowany wspólnie z IKEA wygenerował kilkaset tysięcy odsłon i został wyróżniony przez serwis poświęcony reklamie – AdsOfTheWorld.com – a także inne światowe media poświęcone reklamie. W ten trend wpisuje się także klip „Witamy H&M w gronie klientów”.
Globalna ekspansja spółki rozpoczęła się wraz ze startem wersji azjatyckiej w marcu 2013. Rok później wystartowała globalna wersja Brand24, która oferuje usługę monitoringu firmom zlokalizowanym w dowolnym miejscu na świecie.
Twórcami usługi są Michał Sadowski, Piotr Wierzejewski, Karol Wnukiewicz i Dawid Szymański. Twórcy narzędzia są znani jako Bitsy Boys – autorzy popularnego teledysku Internety Robie, który stanowi skondensowany zestaw porad związanych z tworzeniem projektów internetowych.

## Nagrody i wyróżnienia
Brand24 jest laureatem konkursu Ekomersy 2012 w kategorii „Najlepszy debiut”. To także jeden ze zwycięzców konkursu na najlepszy startup – Aulery 2012. Wśród nagród, jakie otrzymało przedsiębiorstwo, znajdują się także nagroda za najlepszą aplikację internetową w konkursie The Next Web 2013 oraz najlepsza aplikacja mobilna dla firm w konkursie Mobile Trends Awards 2013.